# مانگی امیلیانا
مانگی امیلیانا (انگلیسی: Emiliana Mangue؛ زادهٔ ۴ دسامبر ۱۹۹۱) بازیکن فوتبال اهل گینه استوایی است.
وی همچنین در تیم ملی فوتبال زنان گینه استوایی بازی کرده‌است.